# Granny Smith

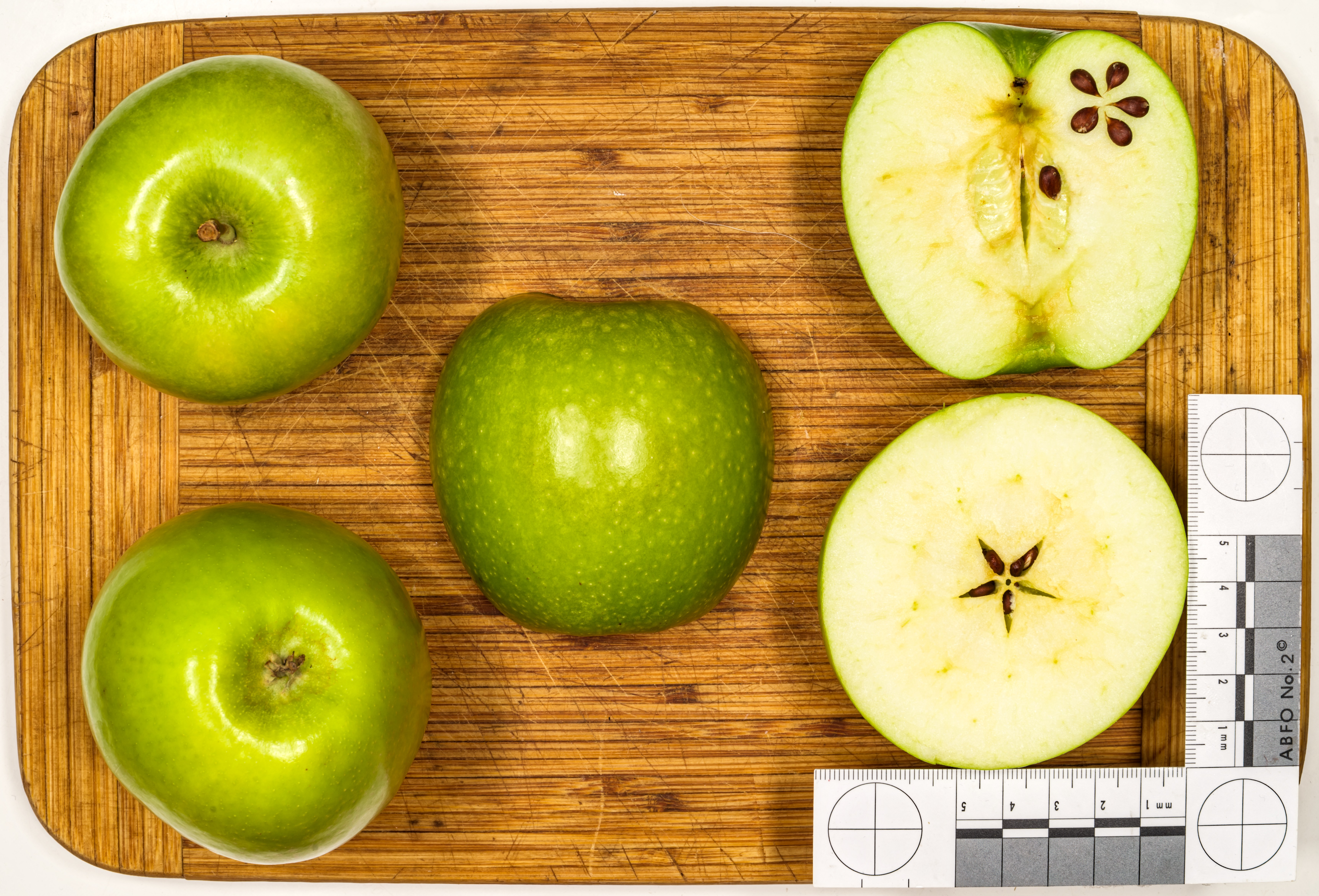
Ansicht der Frucht

Die Apfelsorte Granny Smith (Großmutter Smith) hat ihren Ursprung in Australien. Granny Smith ist ein Zufallssämling und wurde 1868 von Maria Ann Smith (1799–1870) aus Eastwood in Sydney, Australien entdeckt.

## Herkunft
Zwanzig Jahre nach dem Tod der Entdeckerin des Granny Smith, Maria Ann Smith, wurde die Sorte erstmals anlässlich einer lokalen Gartenbau-Ausstellung als Granny Smith’s seedling (Großmutter Smiths Sämling) vorgestellt. Maria Ann Smith hielt ihren Setzling für einen Holzapfel (Malus sylvestris). Heute wird angenommen, dass es sich bei der Apfelsorte Granny Smith um eine Kreuzung zwischen dem Setzling des Malus sylvestris und dem Pollen des Malus domestica handelt. Um 1935 wurde die Sorte in England eingeführt; erst ab 1950 ist Granny Smith als Importfrucht aus der südlichen Hemisphäre in Mitteleuropa bekannt.
Mitte des 20. Jahrhunderts war Granny Smith die dominierende Sorte in Neuseeland. Granny Smith wächst unter den dortigen Bedingungen – gemäßigtes Klima, lange Wachstumsperiode dank langer Tage im Herbst – hervorragend. Die Grünfärbung des Apfels erlaubt Pflanzsysteme, bei denen die Bäume dicht zusammenstehen und auf die einzelnen Äpfel wenig direktes Sonnenlicht fällt. Die Äpfel nehmen wenig Schaden beim Transport. Verbraucher auf den Hauptmärkten Europa und den USA empfanden die frische grüne Farbe als willkommenen Frühlingsboten. Der Erfolg von Granny Smith führte dazu, dass Produzenten in Gegenden mit langen Wachstumsperioden (Südeuropa, Westküste der USA) ihn auch verstärkt anbauten. Die Preise fielen und Anfang der 1990er Jahre begann sich die neuseeländische Apfelindustrie umzustellen. Während in den 1980er Jahren Granny Smith noch klar die dominierende Sorte in Neuseeland war, wurde sie in den 1990er Jahren von Gala und Braeburn abgelöst und hatte schon 1996 nur noch einen Anteil von neun Prozent der in Neuseeland angebauten Äpfel.
Jedes Jahr im Oktober findet in Eastwood das Granny Smith Festival statt, das mehr als 60.000 Menschen in den Vorort von Sydney führt.

## Sorteneigenschaften
Die Frucht hat im unreifen Zustand eine leicht gesprenkelte, kräftig grüne Haut. Granny Smith benötigt heißes Klima und einen sehr langen Wachstumszeitraum, um vollständig auszureifen. Die im Handel erhältlichen Granny Smith wurden im Allgemeinen weit vor der Pflückreife geerntet und haben daher, wie die meisten unreifen Äpfel, einen stark sauren Geschmack. Reife Granny Smith ähneln äußerlich einem vollreifen Golden Delicious mit sonnenseits rötlicher Behauchung und haben ein sehr ausgewogenes Aroma. Um diese Qualität zu erreichen, müssen die Äpfel allerdings selbst in Kalifornien meist bis Februar völlig am Baum ausreifen.
Der im Lebensmittelhandel angebotene, unreife Granny Smith wird auch gerne zum Backen und Kochen verwendet.
Der starke Säuregeschmack von Granny Smith entsteht nach manchen Angaben nicht durch einen Mangel an Zucker, sondern durch eine erhöhte Menge an Fruchtsäuren. So hat Granny Smith etwa gleich viel Grad Brix (Maßeinheit für den Zuckergehalt) wie der süße Golden Delicious, aber einen etwa dreimal so hohen Säuregehalt.
Jedoch ist hierbei zu beachten, dass sehr viele unreife Äpfel einen deutlichen Säureüberschuss besitzen, der erst bei fortschreitender Baumreife bzw. während der Lagerung abgebaut wird.
Auf Granny Smith reagieren viele Allergiker, wie auch auf Braeburn, Gala, Golden Delicious und Jonagold.

## Sonstiges
- Ein Granny-Smith-Apfel ziert das Logo von Apple Records, dem von den Beatles gegründeten Plattenlabel.
- 2013 gab der US-amerikanische United States Postal Service vier Briefmarken im Wert von 33 Cent mit Abbildungen von Äpfeln heraus. Abgebildet wurden neben dem Baldwin, dem Golden Delicious und dem Northern Spy auch der Granny Smith.[5]

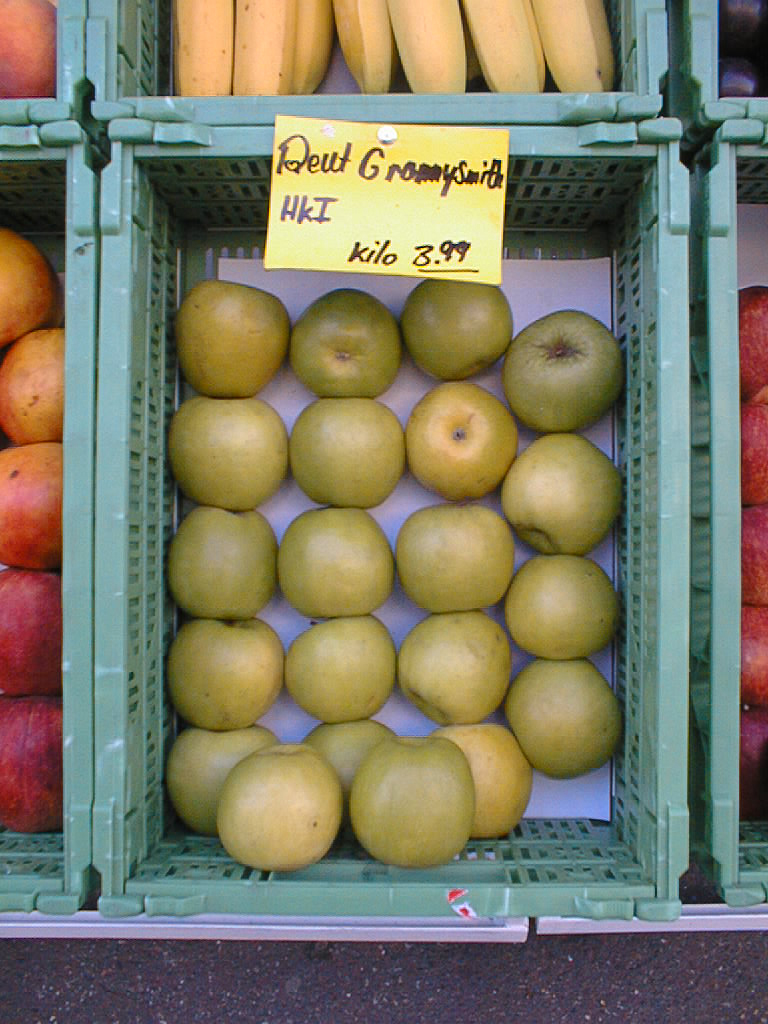
Granny Smith im Handel
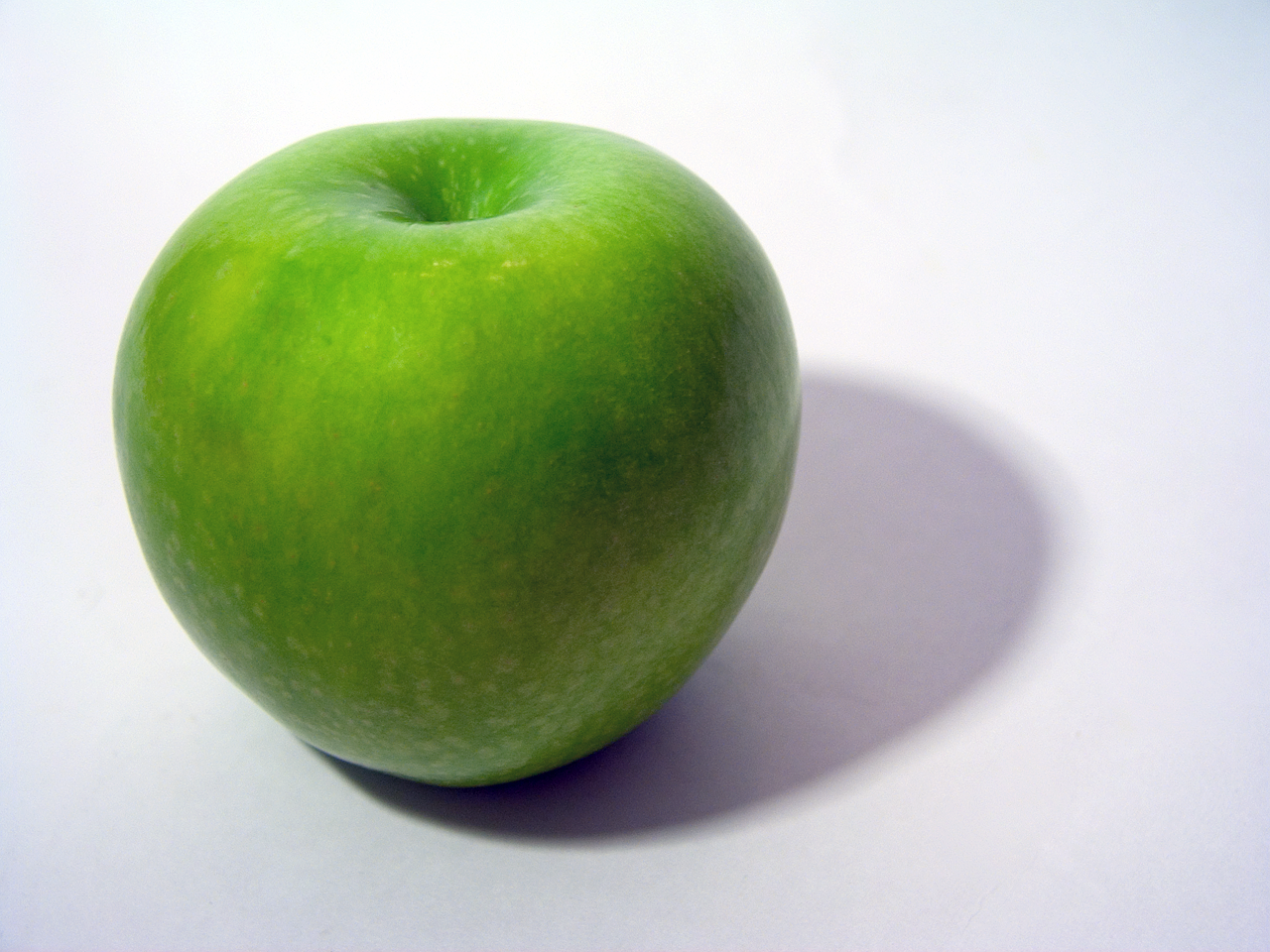
Giftgrüner Granny Smith
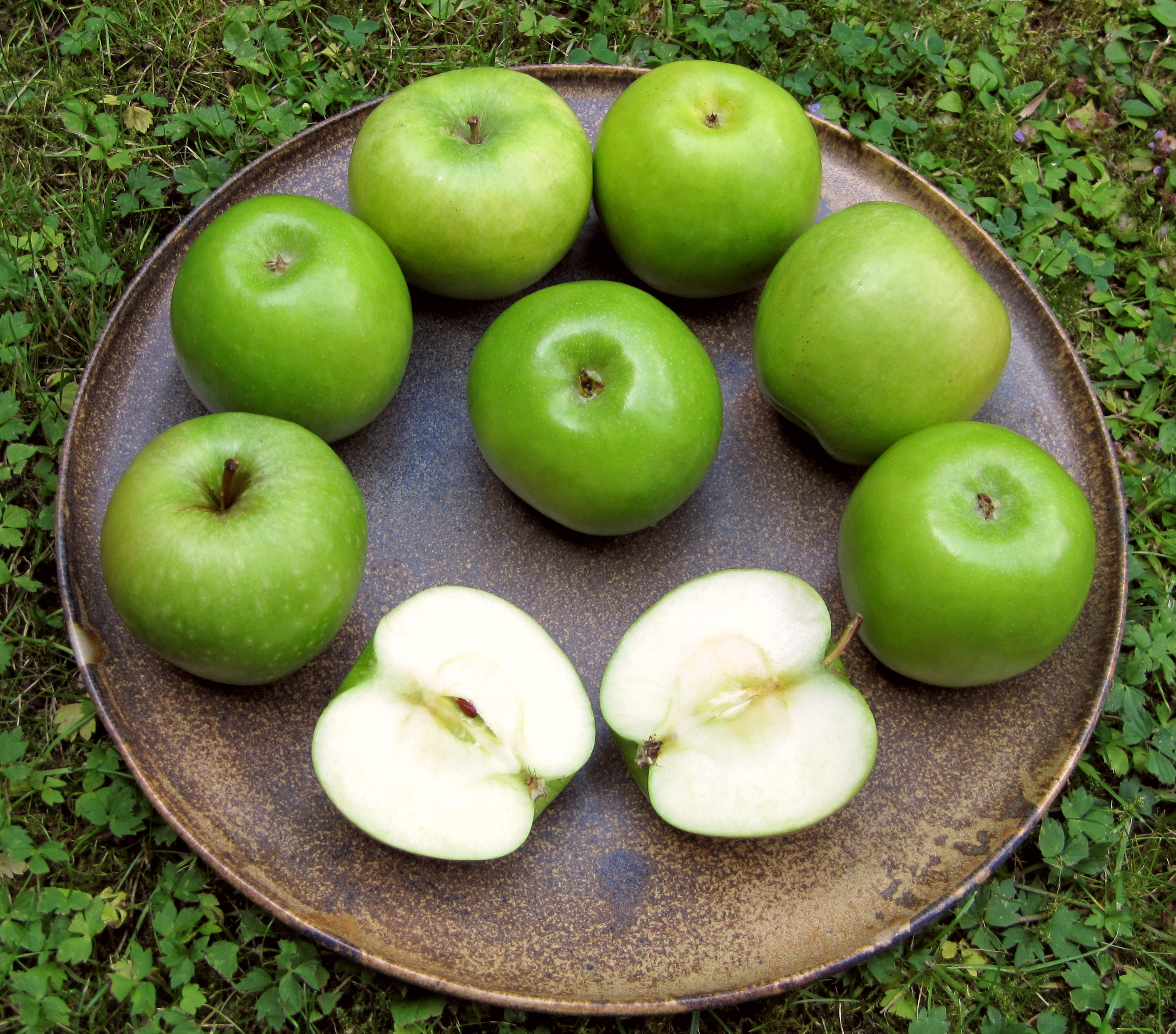
Aufgeschnittene Frucht
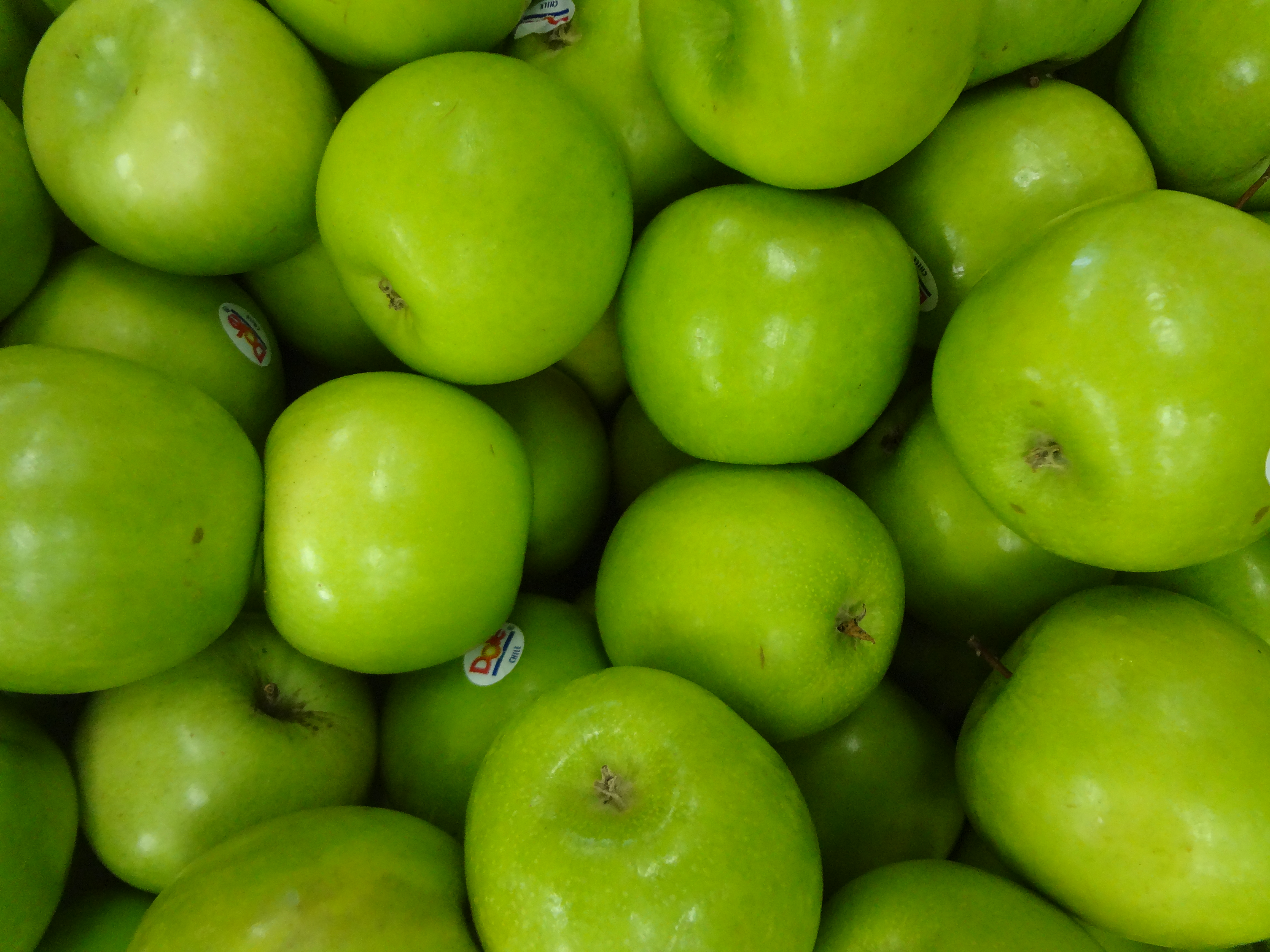
Granny Smith, Quito